# Volta Trucks
 (décembre 2024).
Volta Trucks est une entreprise qui fabrique et fournit des camions électriques fondée en 2019. Les sièges sociaux de la société sont à Stockholm, en Suède, et à Londres, au Royaume-Uni, avec des opérations importantes dans les deux pays ainsi qu'en France et en Autriche. Depuis sa création en 2019, Volta Trucks s'est spécialisé dans l'évolution vers l'électrification du secteur des véhicules utilitaires et la décarbonisation. Le siège social de Volta Trucks se trouve à Stockholm, en Suède, avec son ingénierie dirigée par le Royaume-Uni, et sa future usine de fabrication à Steyr, en Autriche. Londres et Paris seront les premières villes à se doter du Volta Zero, et la société dispose également des équipes en France, en Espagne, en Italie, en Allemagne, aux Pays-Bas et au Royaume-Uni, avec une récente annonce d'expansion sur le marché américain.
En septembre 2020, Volta Trucks avait lancé le Volta Zero, un véhicule de 16 tonnes entièrement électrique spécialement conçu pour les livraisons de fret en centre-ville. Le premier démonstrateur a été conçu par Astheimer à Warwick au Royaume-Uni, et fabriqué par Prodrive Advanced Engineering à Banbury, au Royaume-Uni. Volta Trucks devrait commencer à fabriquer des Volta Zeros pour des essais clients d'ici la fin de 2021, la production en série devant commencer vers fin 2022.
En février 2022, Volta Trucks a annoncé avoir levé 230 millions de dollars supplémentaires de nouveaux investissements. La société d'investissement basée à New York, Luxor Capital, a dirigé le cycle de financement et représente le plus grand investisseur unique de la société, rejoignant l'ancien investisseur principal, Byggmästare Anders J Ahlström, basé à Stockholm, ainsi que d'autres investisseurs clés, notamment Agility et B-FLEXION. En avril 2022, Volta Trucks avait une banque de commandes d'environ 6 000 véhicules avec une valeur de banque de commandes d'environ 1,3 milliard de dollars.

## Histoire

### 2019
Volta Trucks a été fondée en 2019 par l'entrepreneur en série scandinave Carl-Magnus Norden et le cofondateur Kjell Waloen. La conception technique et la validation du produit ont eu lieu tout au long de 2019.

### 2019 - 2020
Les travaux sur le premier véhicule de démonstration ont commencé en 2019 et se sont achevés en 2020. En juin 2020, Volta Trucks a confirmé que le premier essai de la flotte pilote du Volta Zero serait entrepris par Bring and Posten, le distributeur nordique de colis, de fret et de courrier.
En décembre 2020, Volta Trucks a annoncé un partenariat stratégique avec Petit Forestier, sa commande de 1000 véhicules de véhicules frigorifiques entièrement électriques est considérée comme la plus grande commande de gros véhicules utilitaires électriques en Europe.

### Début 2021
En février 2021, Volta Trucks a annoncé avoir choisi la société américaine de bus électrique Proterra comme fournisseur de batteries pour le Volta Zero.
La société a également confirmé la nomination de Meritor en tant que fournisseur de composants de transmission, affirmant que la Volta Zero serait le premier véhicule utilitaire d'Europe à utiliser un eAxle innovant pour entraîner les roues arrière. Les partenariats avec d'autres fournisseurs mondiaux de niveau 1 annoncés incluent Bridgestone qui fournit des pneus au Volta Zero et à la flotte pilote.
En avril 2021, Volta Trucks a annoncé la nomination de son nouveau directeur général et président exécutif, alors qu'elle se préparait à passer à la prochaine étape de son développement d'entreprise. Essa Al-Saleh, ancien président et PDG d'Agility Logistics et ancien président du conseil d'administration de Volta Trucks, a été nommé PDG. Parallèlement, Carl-Magnus Norden, le fondateur de la société, a été nommé président exécutif du conseil d'administration.
Fin juin 2021, Volta Trucks a confirmé le début de l'évaluation technique et des tests de développement du premier prototype Volta Zero chez HORIBA MIRA à Nuneaton, au Royaume-Uni.

### Fin 2021
En septembre 2021, Volta Trucks a confirmé que les premiers véhicules Volta Zero seraient fabriqués à Steyr, en Autriche, par Steyr Automotive, anciennement MAN Truck and Bus Austria.
La société a ensuite annoncé la conclusion réussie de son cycle de financement de série B, avec 37 millions d'euros sécurisés en nouveau capital, en septembre 2021.
DB Schenker, l'un des plus grands prestataires de services logistiques du transport terrestre européen, a confirmé une commande d'environ 1 500 Volta Zero en novembre 2021.
En décembre 2021, le premier prototype routier Volta Zero Design Verification a été achevé, avec une flotte d'autres véhicules déjà en construction.

### Fin 2023
Le 17 octobre 2023, l'entreprise se met en faillite à la suite du dépôt de bilan de Proterra, son fournisseur de batteries.

## Volta Zéro

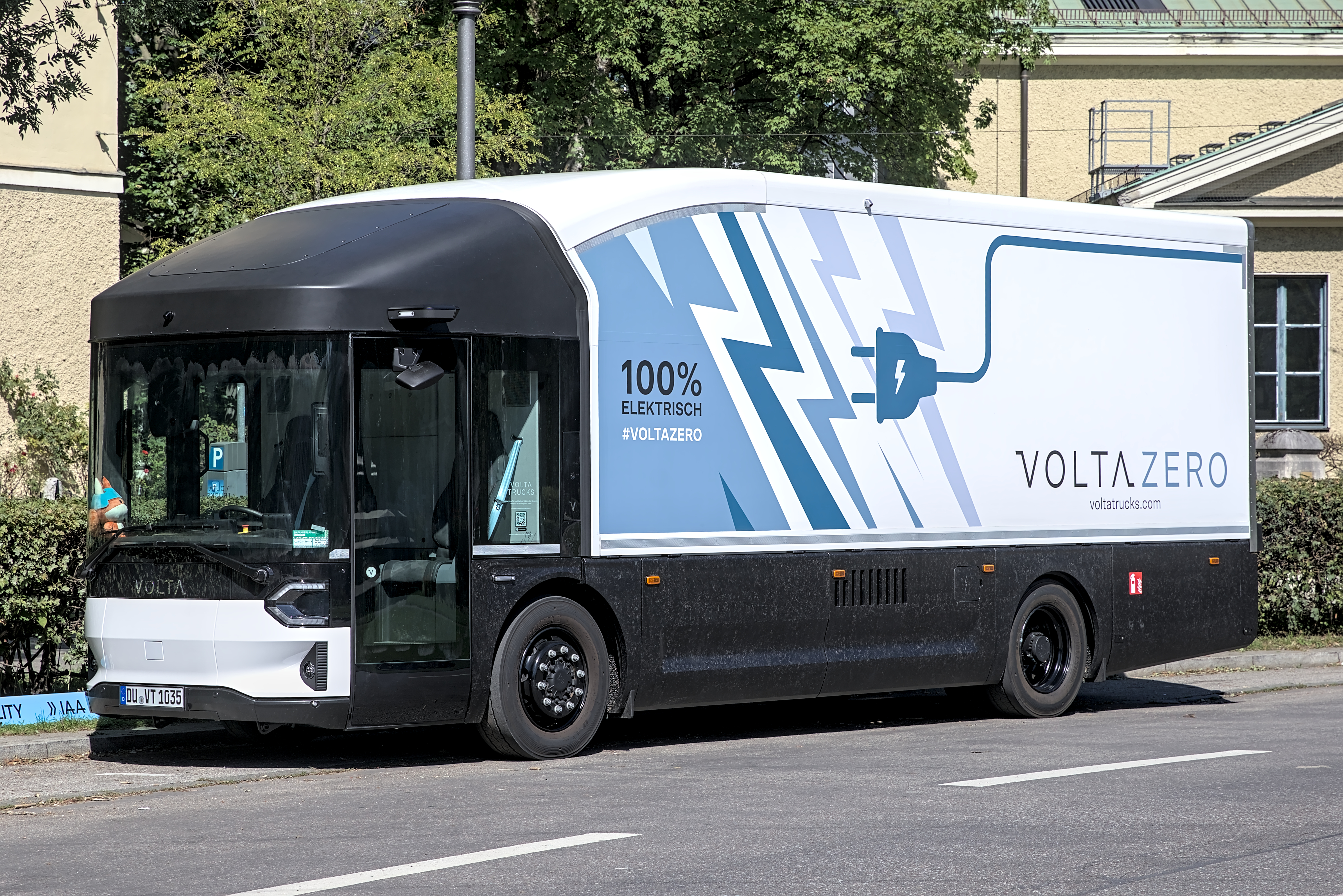
Volta Zéro

En septembre 2020, Volta Trucks a lancé le Volta Zero de 16 tonnes, le premier grand véhicule utilitaire entièrement électrique au monde spécialement conçu pour les livraisons en centre-ville. Le conducteur est assis en position de conduite centrale dans une cabine abaissée pour refléter le regard des autres usagers de la route et des piétons. Les portes coulissantes symétriques permettent l'accès à l'intérieur et à l'extérieur de chaque côté de la cabine. La cabine offre au conducteur un champ de vision de 220 degrés. Le Volta Zero est équipé de batteries de 160-200 kWh offrant une autonomie allant jusqu'à 200 km. Volta Trucks affirme que le Volta Zero aura un coût du cycle de vie (CCV) inférieur au même coût que les équivalents essence et diesel.
Volta Trucks a lancé le Volta Zero de 16 tonnes en septembre 2020 et a confirmé le même mois que Nobl (anciennement Drinks Cubed), une marque de boissons basée à Londres, avait signé la première commande de plusieurs millions de livres pour l'obtention d'une flotte de véhicules Volta Zero dans leurs opérations de distribution entre 2022 et 2023.
En mai 2021, la société a annoncé sa stratégie « Road-to-Zero Emissions ». où elle a révélé que trois nouvelles variantes du Volta Zero seront disponibles aux côtés du 16 tonnes d'ici 2025. La production du véhicule de 16 tonnes sera suivie de près par les plus grandes variantes de 18 tonnes et les variantes intermédiaires de 12 tonnes en 2023. Une flotte pilote de véhicules plus petits de 7,5 tonnes devrait être lancée pour des essais clients la même année, la production commençant fin 2024.
En avril 2022, Volta Trucks a dévoilé la conception des variantes de 7,5 et 12 tonnes, qui entretiennent une vision étroite mais évolutive avec le plus gros véhicule de 16 tonnes. Les variantes de 7,5 et 12 tonnes seront visuellement identiques à l'avant, le véhicule de 12 tonnes ayant un châssis et une carrosserie plus longs, et un second essieu arrière, pour s'adapter à la charge utile accrue du véhicule.

## Fabrication
Les premiers Volta Zeros seront construits par Steyr Automotive, Autriche, anciennement MAN Truck and Bus Austria.
Volta Trucks a annoncé qu'il n'envisageait pas de construire sa propre usine. Ils affirment qu'il y a suffisamment de capacité de réserve dans l'industrie automobile pour pouvoir sous-traiter la fabrication, plutôt que de construire leur propre usine de production, réduisant ainsi les coûts, l'impact environnemental et les délais de mise sur le marché.

## TaaS
Volta Trucks a confirmé qu'avec le véhicule, la société offrira un package optionnel appelé "Truck as a Service" (TaaS). Moyennant des frais mensuels, TaaS offre aux clients un accès au Volta Zero entièrement électrique, ainsi qu'à l'infrastructure de recharge du véhicule, à l'entretien, à la maintenance, au financement, à l'assurance et à la formation.
En avril 2022, Volta Trucks a dévoilé son premier 'Volta Trucks Hub' à Bonneuil-sur-Marne, à Paris. Le hub fournira ses opérations de camion en tant que service axées sur le client pour l'entretien courant des véhicules.